# أوليفر أونيونس

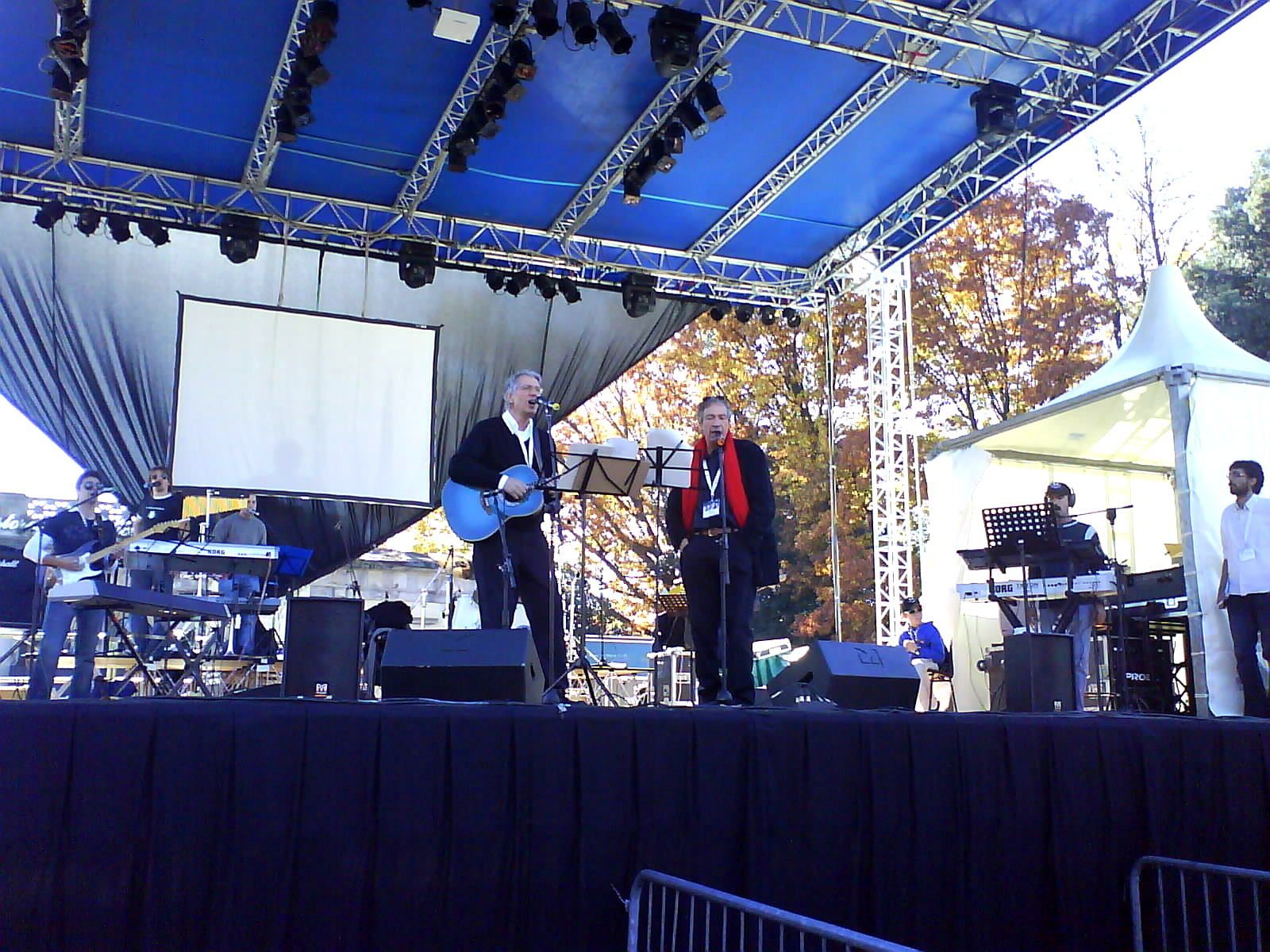
مهرجان لوكا كاريكاتير 2007

أوليفر أونيونس (Oliver Onions) هو الاسم المستعار للإخوة غيدو دي أنجيليس (22 ديسمبر 1944 في روسا دي بابا، إيطاليا) وموريزيو دي أنجيليس (22 فبراير 1947 في روما) من أشهر ملحني أفلام الموسيقى والأغاني الإيطاليين، ألفوا موسيقى لأفلام مثل فيلم مع بود سبانسر وتيرينكي بيل أو الوسترن الإيطالي كيوما (1976).
العناوين المعروفة لكلا الملحنين هي (الطيران عبر الهواء-1973) (الأخضر-1974) ومعزوفتهم الناجحة سانتا ماريا التي احتلت المرتبة الأولى لمدة ست أسابيع عام 1980 في ألمانيا.

## وصلات خارجية
- أوليفر أونيونس على موقع ميوزك برينز (الإنجليزية)
- أوليفر أونيونس على موقع ميوزك برينز (الإنجليزية)
- أوليفر أونيونس على موقع ديسكوغز (الإنجليزية)
- أوليفر أونيونس على موقع ديسكوغز (الإنجليزية)
- أوليفر أونيونس على موقع ديسكوغز (الإنجليزية)
- الموقع الرسمي (بالإنجليزية)